# La Esperanza, Miahuatlán de Porfirio Díaz
La Esperanza är en ort i Mexiko.   Den ligger i kommunen Miahuatlán de Porfirio Díaz och delstaten Oaxaca, i den sydöstra delen av landet, 400 km sydost om huvudstaden Mexico City. La Esperanza ligger 1 609 meter över havet och antalet invånare är 149.
Terrängen runt La Esperanza är kuperad söderut, men norrut är den platt. Terrängen runt La Esperanza sluttar norrut. Runt La Esperanza är det glesbefolkat, med 19 invånare per kvadratkilometer. Närmaste större samhälle är Miahuatlán de Porfirio Díaz, 3,5 km väster om La Esperanza. I omgivningarna runt La Esperanza växer huvudsakligen savannskog.